# Sevel Van
Sevel Van é uma família de modelos monovolumes produzidos nas duas fábricas da Société Européenne de Véhicules Légers, uma joint-venture formada pelo grupo PSA (PSA) e o grupo Fiat, na proporção de 50% para cada parte.

## Modelos
- Minivan/MPV produzidos pela Sevel Nord
  - Citroën Evasion/Synergie/C8
  - Peugeot 806/807
  - Fiat Ulysse
  - Lancia Zeta/Phedra
- Comerciais leves Sevel Nord
  - Citroën Jumpy/Dispatch
  - Peugeot Expert
  - Fiat Scudo
- Comerciais médios Sevel Sud
  - Citroën C25/Jumper/Relay
  - Peugeot J5/Boxer
  - Talbot Express
  - Fiat Ducato